# قصور الساف
قصور الساف إحدى مدن الجمهورية التونسية، ملحقة إداريا ب ولاية المهدية، تملك مجلس بلدي. ولقد بلغ تعداد سكانها سنة 2014: 54366  نسمة.
قصور الساف  مدينة ساحلية يبلغ تعداد سكانها 54366 نسمة  على بعد حوالي200 كم من العاصمة تونس، تبعد 12 كلم على مدينة المهدية مركز الولاية وعاصمة الفاطميين.
تاريخ نشأتها يحيط به الغموض، فاسمها لم يذكر بشكل توثيقي عند المؤرخين إلا في بعض نصوص القرن التاسع عشر ميلادي (مقديش في كتابه نزهة الأنظار في عجائب التواريخ والأخبار).
وحتى الهواري في كتابه المناقب عندما تعرض إلى ذكر المدينة لم يذكر سوى أن الشيخ الطاهر المزوغي استقر في نهاية المطاف في بادية سوسة، والمقصود بها قصور الساف.
اعتبر أغلب الباحثين أن تاسيس المدينة تم على خلفية انقراض مدينة سلقطة وتقلص نفوذ قصورها ورباطها البحري إبان الزحف الهلالي.
و أغلب سكانها هم من أصول اغريقية وفينيقية ورومانية وإسبانية لكن جلهم أسلم وعرّب عند زحف الهلاليين وانتقلوا بذلك من مدينة سلقطة التي  تسمتد اسمها المعرّب من اسمها اللاتيني القديم سُلاَّكْتُومْ Sullechum
(بداية من 441 هـ/ 1049 م.) وهجومات النورمان على الساحل التونسي (بداية من 517 هـ) وما خلفته من دمار في العمران.
فهي قرية مستحدثة نشأت في العصر الحفصي اقترن اسمها باستقرار- أحد طلبة ابي مدين شعيب-
الشيخ الطاهر المزوغي الذي انتقل إليها من تونس صحبة مريديه وعددهم أربعون كما تروي الذاكرة الشعبية.

## التسمية
القصر من البناء هو المنزل، وقيل كّل بيت من حجر سمّي بذلك لأنها تقصر فيه الحرم أي تحبس، وجمعه قصور، أمّا السّفي فتعني التراب، والّسافي الريح التي تسفي التراب، وقيل التراب الذي تسفيه الريح، هذا لغة أما تعريفا فالأكثر موضوعّيا ما ذهب إليه الباحث محمد حسن عند قوله قصور الساف سواء كانت بالمفرد أو الجمع، هي رباطات دفاعية اتخذها المجاهدون موقعا للحراسة والدفاع …. وهذه المدينة سواء كانت قديمة تعرف باسم تماجر (كما أكد بعض المؤرخين الذين استدلوا على ذلك ببعض الآثار الموجودة في تخومها) أو مستحدثة تم نشأتها في العصر الحفصي، هي الآن من أبرز المدن الساحلية، عرفت العمل البلدي منذ العشرينات وأفرزت العديد من الطاقات التي ساهمت في بناء تونس وتعمل لنهضتها وتسعى إلى تألقها.